# Bandeira de Lugo
A Bandeira de Lugo é um dos símbolos oficiais da cidade e município de Lugo, da comunidade autónoma de Galiza, uma subdivisão da Espanha. Seu uso foi aprovado em 8 de agosto de 2012, durante a gestão do então congreso do estado, com a aprovação de um júri designado para o caso.

## Desenho e simbolismo

### Descrição
O brasão tem o seguinte: “No pano branco as armas da cidade, seguradas por dois leões de frente amarela, solas e armados de vermelho.”, 
seu desenho consiste no campo de largura-comprimento de 2:3 com o brasão de armas do município de Lugo de grande proporção.

### Cores
As cores da bandeira é o branco:
| Cor) | Cor)   | Código Hex HTML |
| ---- | ------ | --------------- |
|      | branco | #FFFFFF         |

## História
Este projeto, de caráter historicista e proposto por Eduardo Pardo de Guevara y Valdés, quem substitui a bandeiraa anterior, de 1942.

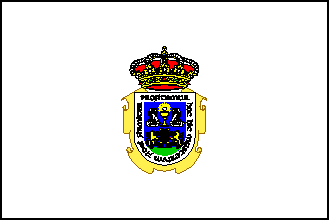
Bandeira de Lugo (1942).
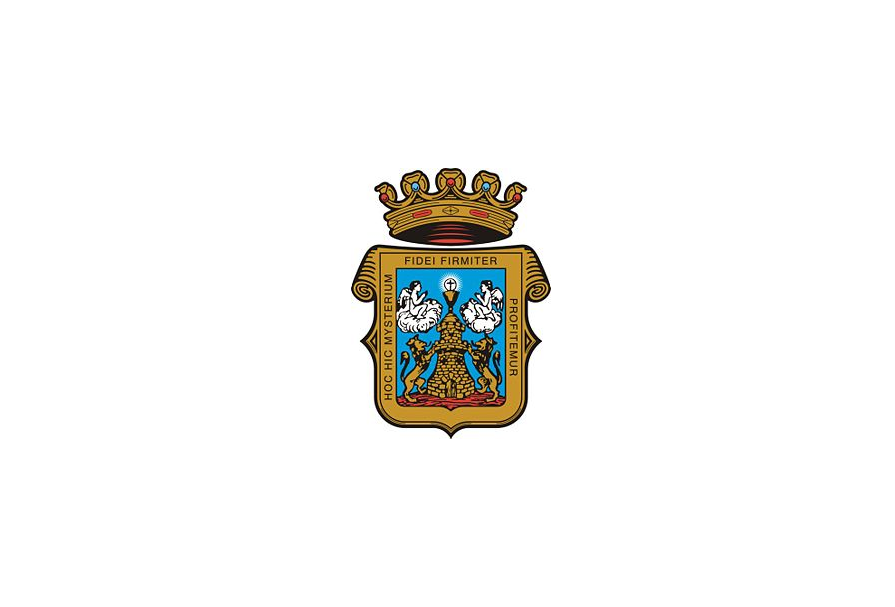
Bandeira da cidade de Lugo (1942-2012).